# ماریا یالووا
ماریا یالووا (انگلیسی: Mariya Yalova؛ زادهٔ ۱۵ نوامبر ۱۹۸۱) بازیکن فوتبال اهل قزاقستان است. وی همچنین در تیم ملی فوتبال زنان قزاقستان بازی کرده‌است.